# جابر بن يزيد الجعفي
جابر بن يزيد بن الحارث بن عبد يغوث الجعفي  (60 هـ - 132 هـ / 680 - 750م): تابعي، مفسر، محدث، ومن أقدم مؤرخي العرب. من كبار فقهاء الشيعة، من أهل الكوفة. أثنى عليه بعض رجال الحديث السنة، واتهمه آخرون بالقول بالرجعة. وكان واسع الرواية غزير العلم بالدين والأخبار.
سماه اليعقوبي في فقهاء الكوفة في خلافة مروان بن محمد حتى أول خلافة أبو العباس السفاح (127 هـ - 132 هـ)،ولما ظهر قحطبة بن شبيب سنة 132 هـ كان جابر يحدث في جامعه. له من المؤلفات: (التفسير - مطبوع) يعرف بتفسير جابر الجعفي، و(كتاب النوادر)، و(كتاب الفضائل)، و(كتاب الجمل)، و(كتاب صفين) و(كتاب مقتل علي بن أبي طالب)، و(كتاب مقتل الحسين) وغير ذلك وهي في حكم المفقود من التراث.
ويعد جابر من رواة الحديث عند الشيعة وهو ثقة عندهم قال عنه ابن شهر آشوب أنه:«من خواص أصحاب جعفر الصادق»، ويعد أيضا من رواة أهل السنة وأثنى عليه بعض رجال الحديث، واتهمه آخرون،وقد وثقه زهير بْن معاوية ووكيع وشعبه وسفيان الثوري حيث قال سفيان عنه:«كان ورعا في الحديث ما رأيت أورع في الحديث منه»، وقال شعبه بن الحجاج:«صدوق وكان جابر إذا قال: حدثنا، وسمعت، فهو من أوثق الناس»، وقال وكيع:«ثقة»، وقال زهير بْن معاوية:«كان إذا قال: سمعت"، أو"سألت"، فهو من أصدق الناس» وضعفه الباقون وهم الأغلبية، وله رواية واحده في سنن ابن داود قال عنها ابو داود: «وَلَيْسَ فِي كِتَابِي عَنْ جَابِرٍ الْجُعْفِيِّ إِلَّا هَذَا الْحَدِيثُ»، و له 18 رواية في سنن ابن ماجه، وله العديد من الروايات في الكتب الأخرى.

## النسب
- جابر بن يزيد بن الحارث بن عبد يغوث بن كعب بن الحارث بن معاوية بن وائل بن مران بن جُعفي بن سعد العشيرة.[15][16]

## أساتذه والرواة عنه

### أساتذه
- جابر بن عبد الله الأنصاري
- سويد بن غفلة

### الرواة عنه
روى عنه الكثير، منهم:
- زكريا بن الحر
- عبيد الله بن غالب
- محمد بن فرات
- مفضل بن صالح (أبو جميلة)
- الحسن بن السري
- المفضل بن عمر الجعفي
- هشام بن سالم
- سفيان الثوري

## مؤلفاته
من أهم مؤلفاته تفسير جابر الجعفي:
- تفسير جابر الجعفي
- كتاب النوادر
- كتاب الفضائل
- كتاب الجمل
- كتاب صفین
- كتاب النهروان
- كتاب مقتل أمیرالمؤمنین
- كتاب مقتل الإمام حسین.

## ما قيل فيه
ائمة الشيعة:
قال الصادق «رحم الله جابر بن يزيد الجُعفي، فإنّه كان يصدق علينا»
قال المفضّل بن عمر الجُعفي للصادق: «يا ابن رسول الله، فما منزلة جابر بن يزيد منكم؟ قال(عليه السلام): منزلة سلمان من رسول الله(صلى الله عليه وآله)»
أقوال علماء السنة فيه:
- روى الامام مسلم في صحيحه:«حَدَّثَنَا أَبُو غَسَّانَ مُحَمَّدُ بْنُ عَمْرٍو الرَّازِيُّ، قَالَ: سَمِعْتُ جَرِيرًا، يَقُولُ: «لَقِيتُ جَابِرَ بْنَ يَزِيدَ الْجُعْفِيَّ فَلَمْ أَكْتُبْ عَنْهُ، كَانَ يُؤْمِنُ بِالرَّجْعَةِ»»[21] وأيضا:«وحَدَّثَنِي سَلَمَةُ بْنُ شَبِيبٍ، حَدَّثَنَا الْحُمَيْدِيُّ، حَدَّثَنَا سُفْيَانُ، قَالَ: «كَانَ النَّاسُ يَحْمِلُونَ عَنْ جَابِرٍ قَبْلَ أَنْ يُظْهِرَ مَا أَظْهَرَ، فَلَمَّا أَظْهَرَ مَا أَظْهَرَ اتَّهَمَهُ النَّاسُ فِي حَدِيثِهِ، وَتَرَكَهُ بَعْضُ النَّاسِ»، فَقِيلَ لَهُ: وَمَا أَظْهَرَ؟ قَالَ: «الْإِيمَانَ بِالرَّجْعَةِ»»[22] وقال :«حَدَّثَنَا سُفْيَانُ قَالَ : سَمِعْتُ رَجُلًا سَأَلَ جَابِرًا ، عَنْ قَوْلِهِ عَزَّ وَجَلَّ : { فَلَنْ أَبْرَحَ الأَرْضَ حَتَّى يَأْذَنَ لِي أَبِي أَوْ يَحْكُمَ اللهُ لِي وَهُوَ خَيْرُ الْحَاكِمِينَ } ، فَقَالَ جَابِرٌ : لَمْ يَجِئْ تَأْوِيلُ هَذِهِ ، قَالَ سُفْيَانُ : وَكَذَبَ ، فَقُلْنَا لِسُفْيَانَ : وَمَا أَرَادَ بِهَذَا ؟ فَقَالَ : إِنَّ الرَّافِضَةَ تَقُولُ : إِنَّ عَلِيًّا فِي السَّحَابِ ، فَلَا نَخْرُجُ مَعَ مَنْ خَرَجَ مِنْ وَلَدِهِ ، حَتَّى يُنَادِيَ مُنَادٍ مِنَ السَّمَاءِ - يُرِيدُ عَلِيًّا أَنَّهُ يُنَادِي - : اخْرُجُوا مَعَ فُلَانٍ ، يَقُولُ جَابِرٌ : فَذَا تَأْوِيلُ هَذِهِ الْآيَةِ ، وَكَذَبَ ، كَانَتْ فِي إِخْوَةِ يُوسُفَ صَلَّى اللهُ عَلَيْهِ وَسَلَّمَ وَحَدَّثَنِي سَلَمَةُ ، حَدَّثَنَا الْحُمَيْدِيُّ ، حَدَّثَنَا سُفْيَانُ قَالَ : سَمِعْتُ جَابِرًا يُحَدِّثُ بِنَحْوٍ مِنْ ثَلَاثِينَ أَلْفَ حَدِيثٍ ، مَا أَسْتَحِلُّ أَنْ أَذْكُرَ مِنْهَا شَيْئًا ، وَأَنَّ لِي كَذَا وَكَذَا .»[23]
- وجابر لم يوثقه إلا زهير بْن معاوية وكيع وشعبه وسفيان الثوري وضعفه الباقون وهذي أقوالهم:[24]

- أحمد بن حنبل : يكذب.
- أبو حنيفة النعمان : ما لقيت فيمن لقيت أكذب من جابر الجعفي، ما أتيته بشيء من رأيي إلا جاءني فيه بأثر
- محمد بن إسماعيل البخاري : ضعفه جدا، وتركه عبد الرحمن بن مهدي.
- أبو داود : ليس عندي بالقوي في حديثه
- أحمد بن شعيب النسائي : متروك الحديث، ومرة: ليس بثقة، ولا يكتب حديثه
- الدارقطني : إن اعتبر له بحديث بعد حديث، صالح إذا كان عن الأئمة، ومرة: متروك، ضعيف
- أبو عبد الله الحاكم النيسابوري : مطعون في مذهبه وحديثه
- أبو أحمد الحاكم : ذاهب الحديث، ومرة: يؤمن بالرجعة، اتهم بالكذب
- أبو أحمد بن عدي الجرجاني : له حديث صالح، وقد احتمله الناس، وعامة ما قذفوه به: أنه كان يؤمن بالرجعة، ولم يختلف أحد في الرواية عنه، وهو مع هذا كله أقرب إلى الضعف منه إلى الصدق
- أبو بكر البيهقي: لا يحتج به، وقال مرة: ضعيف، وقال مرة: مذموم في رأيه ومذهبه
- أبو حاتم الرازي : يكتب حديثه على الاعتبار ولا يحتج به
- ابن حبان: كان سبائيا، وكان يقول: إن عليا يرجع إلى الدنيا
- أبو زرعة الرازي : لين
- ابن حجر العسقلاني : ضعيف رافضي، وفي المطالب العالية: ضعيف، ومرة: متروك، ومرة: تالف
- ابن قتيبة الدينوري : كان جابر يؤمن بالرجعة، وكان صاحب نيرنجات وشبه
- إبراهيم بن يعقوب الجوزجاني : كذاب
- زائدة بن قدامة الثقفي : كان والله كذابا يؤمن بالرجعة، ومرة: رافضي يشتم أصحاب النبي صلي الله عليه وآله وسلم، ومرة، لا يكتب حديثه ولا كرامة
- سفيان الثوري : ثقة، وإذا قال: حدثنا، وأخبرنا فذاك، ومرة: كان ورعا في الحديث ما رأيت أورع في الحديث منه
- سفيان بن عيينة : كذبه، ومرة: كان يؤمن بالرجعة
- شريك بن عبد الله النخعي : سئل عنه فقال: ماله العدل الرضي، قال أبو *العرب القيرواني: خالف شريك الناس في جابر
- شعبة بن الحجاج : صدوق في الحديث، ومرة: كان جابر إذا قال: حدثنا، وسمعت، فهو من أوثق الناس
- عبد الرحمن بن مهدي : تركه
- ليث بن أبي سليم : إنه كذاب
- وكيع بن الجراح : ثقة
- يحيى بن سعيد القطان: تركناه
- يحيى بن معين : كذاب، ومرة: لا يكتب حديثه ولا كرامة، ومرة: ضعيف *فقيل له: إن شعبة يحدث عنه ؟ قال: هو ضعيف ضعيف
- يعقوب الفسوي : إذا جمع بين الشيوخ ازداد ضعفا، ومرة: ذكره في باب من يرغب عن الرواية عنهم
- أيوب السختياني : كذاب
- جرير بن عبد الحميد : لا أستحل أن أروي عنه كان يؤمن بالرجعة
- زهير بن معاوية : كان إذا قال: سمعت أو سألت، فهو من أصدق الناس
- أحمد بن صالح الجيلي: ضعفه
- سعيد بن جبير الأسدي : كذبه
- شجاع بن الوليد السكوني : كان جابر يهيج به مرة في السنة مرة، فيهذي، ويخلط في الكلام، فلعل ما حكي عنه كان في ذلك الوقت
- الواقدي : كان يدلس، وكان ضعيفا جدا في رأيه وروايته

أقوال علماء الشيعة فيه:
- الشيخ المفيد:«الأعلام الرؤساء المأخوذ عنهم الحلال والحرام والفتيا والأحكام، الذين لا يطعن عليهم، ولا طريق إلى ذم واحد منهم»[25]
- الشيخ الطوسي:«له أصل، أخبرنا به ابن أبي جيد»[26]
- النجاشي:«كان في نفسه مختلطا، و كان شيخنا أبو عبد الله محمد بن محمد بن النعمان (رحمه الله) ينشدنا أشعارا كثيرة في معناه تدل على الاختلاط»[27]
- ابن الغضائري:«ثقة في نفسه ، ولكن جل من يروي عنه ضعيف»[28]
- ابن شهر آشوب: «من خواص أصحاب الصادق(عليه السلام)»[29]
- الكشي:«حدثنا محمد بن عيسى عن علي بن الحكم عن زياد بن أبي الحلال قال: اختلف أصحابنا في أحاديث جابر الجعفي فقلت: أنا أسأل أبا عبد الله(عليه السلام)، فلما دخلت ابتدأني، فقال: رحم الله جابرا الجعفي كان يصدق علينا، لعن الله المغيرة بن سعيد كان يكذب علينا.»[30]
- حسين النوري الطبرسي:«والحقّ أنّه من أجلاّء الرواة ، وأعاظم الثقات ، بل من حملة أسرارهم وحفظة كنوز أخبارهم»[31]
- أبو علي الحائري: «مضافا إلى الحديث الآخر الصريح في جلالته»[32]
- ابن عقدة الكوفي: «روى أحمد بن محمد بن البراء الصائغ عن أحمد بن الفضل بن حنان بن سدير عن زياد بن أبي الجلال : أن الصادق (عليه السلام) ترحم على جابر و قال: إنه كان يصدق علينا، و لعن المغيرة، و قال: إنه كان يكذب علينا.»[33]
- ابن المطهر الحلي:«وقال السيد علي بن أحمد العقيقي العلوي: روى عن أبي عمار بن ابان، عن الحسين بن أبي العلاء ان الصادق (عليه السلام) ترحم عليه، وقال: انه كان يصدق علينا.»[34]

- محمد تقي المجلسي:«أنه كان من أصحاب أسرارهما (عليهما السلام) وكان يذكر بعض المعجزات التي لا تدركها عقول الضعفاء، حصل به الغلو في بعضهم، ونسبوا إليه افتراء سيما الغلاة والعامة.».[35]
- محمّد طه نجف:««ثقة في نفسه»».[36]
- عبد الله المامقاني: ««إنّ الرجل في غاية الجلالة ونهاية النبالة، وله المنزلة العظيمة عند الصادقينِ(عليهما السلام)، بل هو من حملة أسرارهما وبطانتهما، ومورد الطافهما الخاصّة وعنايتهما المخصوصة، وأمينهما على ما لا يُؤتمن عليه إلّا أوحدي العدول من الأسرار، ومناقب أهل البيت(عليهم السلام)»»[37]
- أبو القاسم الخوئي:«الذي ينبغي أن يُقال: أنّ الرجل لا بدّ من عدّه من الثقات الأجلّاء لشهادة علي بن إبراهيم، والشيخ المفيد في رسالته العددية، وشهادة ابن الغضائري، على ما حكاه العلاّمة، ولقول الصادق(عليه السلام) في صحيحة زياد إنّه كان يصدق علينا»[38]
- علي النمازي الشاهرودي:«هو ثقة جليل، صاحب الأسرار والكرامات، وله المنزلة العظيمة والمرتبة الكريمة، ويشهد على ذلك روايات الكشّي في مدحه وجلالته وكراماته»[39]
- عبد النبي الجزائري: ذكره في الضعفاء وقال لقدح النجاشي فيه، وتوثيق ابن الغضائري لا يصلح لمعارضته[40]